# Ахілія
Ахі́лія (грец. αχυλος — позбавлений соку) — патофізіологічний прояв, симптом, який виникає внаслідок пригнічення діяльності залоз стінки шлунка або т. з. зовнішньосекреторної частини підшлункової залози.

## Ахілія шлунка
Ахілія шлунка — стан, що є наслідком пригнічення шлункової секреції без ознак ураження шлункових залоз.
Виникає у зв'язку з психічним пригніченням, інтоксикаціями, тяжкими інфекційними захворюваннями, гіповітамінозами, перевтомою, адаптацією і т. п. Іноді розвивається як самостійне захворювання, пов'язане з атрофією залоз його слизової оболонки, але здебільшого вона супроводжує інші захворювання (рак шлунка, туберкульоз, хронічну малярію, злоякісне недокрів'я тощо).
Розрізняють стан:
- ахлоргідрії (відсутність у вмісті шлунка соляної кислоти) та
- ахілії (у шлунковому соку відсутній ще й пепсин).

При ахілії шлунка шлунковий сік позбавлений вільної соляної кислоти та ферментів (зокрема пепсину), які в звичайних умовах виділяють залози стінки шлунка. Це спричиняється до розладів травлення, в тому числі — до посилення бактеріального гниття в кишечнику (з'являються проноси, загальне виснаження).
Часто протікає безсимптомно або проявляється зниженням апетиту, шлунковою та кишковою диспепсією, поганою переносимістю деяких сортів їжі.
Виявляють ахілію шлунка за допомогою лабораторного дослідження шлункового соку.
Лікування спрямоване на усунення основного захворювання; регуляці режиму праці та відпочинку, систематичне харчування, вживання вітамінів та засоби, що стимулюють апетит та травну функцію, а також добрий ефект дає приймання всередину соляної кислоти, ацидин-пепсину, шлункового соку, абоміну та ін. — речовин замісної терапії, відповідне дієтичне харчування.

## Ахілія панкреатична
Ахілія панкреатична (грец. πανκρεας — підшлункова залоза) виникає при недостатньому надходженні в кишечник травних ферментів, що виробляються підшлунковою залозою; іноді надходження цих ферментів припиняється зовсім.
До панкреатичної ахілії здебільшого призводить запалення залози (панкреатит), рак її, закупорка вивідної протоки.
Ознаки панкреатичної ахілії: тривалі проноси, світле забарвлення калу (багатий на нейтральний жир), здуття живота, швидко зростаюче виснаження.
Лікування спрямоване на усунення основного захворювання; добрий ефект дає прийом всередину препаратів підшлункової залози тварин.